# Dundasita
Dundasita é um raro mineral do grupo dos carbonatos com chumbo e alumínio. O mineral recebeu esse nome em função da localidade mineradora de Dundas, Tasmânia, na Austrália. O mineral foi descoberto na Adelaide Proprietary Mine. A dundasita foi descrita pela primeira vez por William Frederick Petterd em 1893.
A dundasita é um incomum mineral secundário ocorrendo na região oxidada de depósitos de minério de chumbo. Ela normalmente cobre outro mineral, a crocoíta. Também pode ser coberta pela cerusita amarela. É possível haver associação a outros minerais, tais como a  plattnerita, azurita, malaquita, piromorfita, mimetita, beudantita, duftita, crocoíta, gibbsita, allophane e limonita.
Além de sua localização na ilha da Tasmânia, o mineral também pode ser encontrado em vários outros lugares: Nova Zelândia, Austrália, China, Bélgica, Alemanha, França, Grécia, Reino Unido, Irlanda, Itália, Áustria, República Tcheca, Namíbia e Estados Unidos.